# Salah Hissou
Salah Hisou (* 16. ledna 1972, Ait Taghia) je marocký sportovec, atlet, jenž se věnuje středním a dlouhým tratím. Je mistrem světa v běhu na 5000 metrů.

## Sportovní kariéra
Do světové vytrvalecké špičky se dostal na mistrovství světa v roce 1995, kde obsadil čtvrté místo v běhu na 10 000 metrů. Na olympiádě v Atlantě o rok později vybojoval na této trati bronzovou medaili. Dne 23. srpna 1996 vytvořil světový rekord v běhu na 10 000 metrů časem 26:38,08. Na světovém šampionátu v Athénách v roce 1997 získal další bronzovou medaili v běhu na 10 000 metrů. Při dalším mistrovství světa v Seville v roce 1999 se stal vítězem běhu v běhu na 5 000 metrů. Kvůli zranění nestartoval na olympiádě v Sydney v roce 2000.